# Corrhenes mastersi
Corrhenes mastersi là một loài bọ cánh cứng trong họ Cerambycidae.